# Music Detected
Music Detected è il quinto album in studio del gruppo Deep Forest, pubblicato nel 2002.

## Tracce
Tutte le canzoni sono state scritte da Eric Mouquet e Michel Sanchez.
1. India - 4:07
2. Endangered Species - 6:18
3. Soul Elevator - 4:12
4. Computer Machine - 5:12
5. Yuki Song - 5:23
6. Beauty in Your Eyes - 4:23
7. Elemental - 5:24
8. Far East - 0:58
9. Deep Blue Sea  - 4:16
10. Will You Be Ready - 5:18
11. In the Evening - 1:36
12. Dignity - 5:23
13. Endangered Species (Galleon Remix Radio Edit) - 3:59
14. Tokyo Street (Japanese Edition Bonus Track)
15. Honjo Song (Previously Unreleased)

## Componenti
- Eric Mouquet – arrangiamenti, Tastiera, e programmazione
- Michel Sanchez – arrangiamenti, Tastiera, e programmazione
- Beverly Jo Scott – Voce
- Angela McCluskey – voce
- Anggun – voce in "Deep Blue Sea"
- David Fall – batteria
- Phillipe Paradis – Chitarra
- Brij Narayan - sarod